# Strings to a Web
Strings to a Web è il diciassettesimo album in studio del gruppo musicale power metal tedesco Rage, pubblicato nel 2008 dalla Nuclear Blast.

## Edizioni
Le edizioni americane e giapponesi dell'album sono state pubblicate come doppio disco, il quale includeva un DVD con performance dal vivo e video.

## Tracce
1. The Edge of Darkness – 4:30
2. Hunter and Prey – 4:31
3. Into the Light – 4:22
4. The Beggar's Last Dime – 5:40
5. Empty Hollow – 6:20
6. Strings to a Web – 3:54
7. Fatal Grace (strumentale) – 1:21
8. Connected – 2:54
9. Empty Hollow (Reprise) – 1:48
10. Saviour of the Dead – 5:44
11. Hellgirl – 4:11
12. Purified – 3:46
13. Through Ages – 2:06
14. Tomorrow Never Comes – 3:41

## Bonus DVD track listing
Live at Wacken Open Air 2009
1. "Carved in Stone"
2. "Higher Than the Sky"
3. "Set This World on Fire" (featuring Hansi Kürsch)
4. "All I Want" (featuring Hansi Kürsch)
5. "Invisible Horizons" (featuring Hansi Kürsch)
6. "Lord of the Flies" (featuring Jen Majura)
7. "From the Cradle to the Grave" (featuring Jen Majura)
8. "Prayers of Steel" (featuring Schmier)
9. "Suicide" (featuring Schmier)
10. "Down" (featuring Schmier)
11. "Soundchaser"

Live at the Masters of Rock 2009
1. "Set This World on Fire"
2. "All I Want"

Live in Sofia 2009
1. "Carved in Stone"

Rage Race 2009
1. "Never Give Up"

## Formazione
- Peter Wagner - voce, basso
- Victor Smolski - chitarra, tastiere
- André Hilgers - batteria

### Ospiti
- Hansi Kürsch - backing vocals
- Thomas Hackmann - backing vocals
- Samantha Pearl Hilgers - backing vocals
- Jen Majura - didgeridoo
- Lingua Mortis Orchestra